# Sabacon sheari
Sabacon sheari is een hooiwagen uit de familie Sabaconidae.